# Expedities voorafgaand aan de oprichting van de Onafhankelijke Congostaat

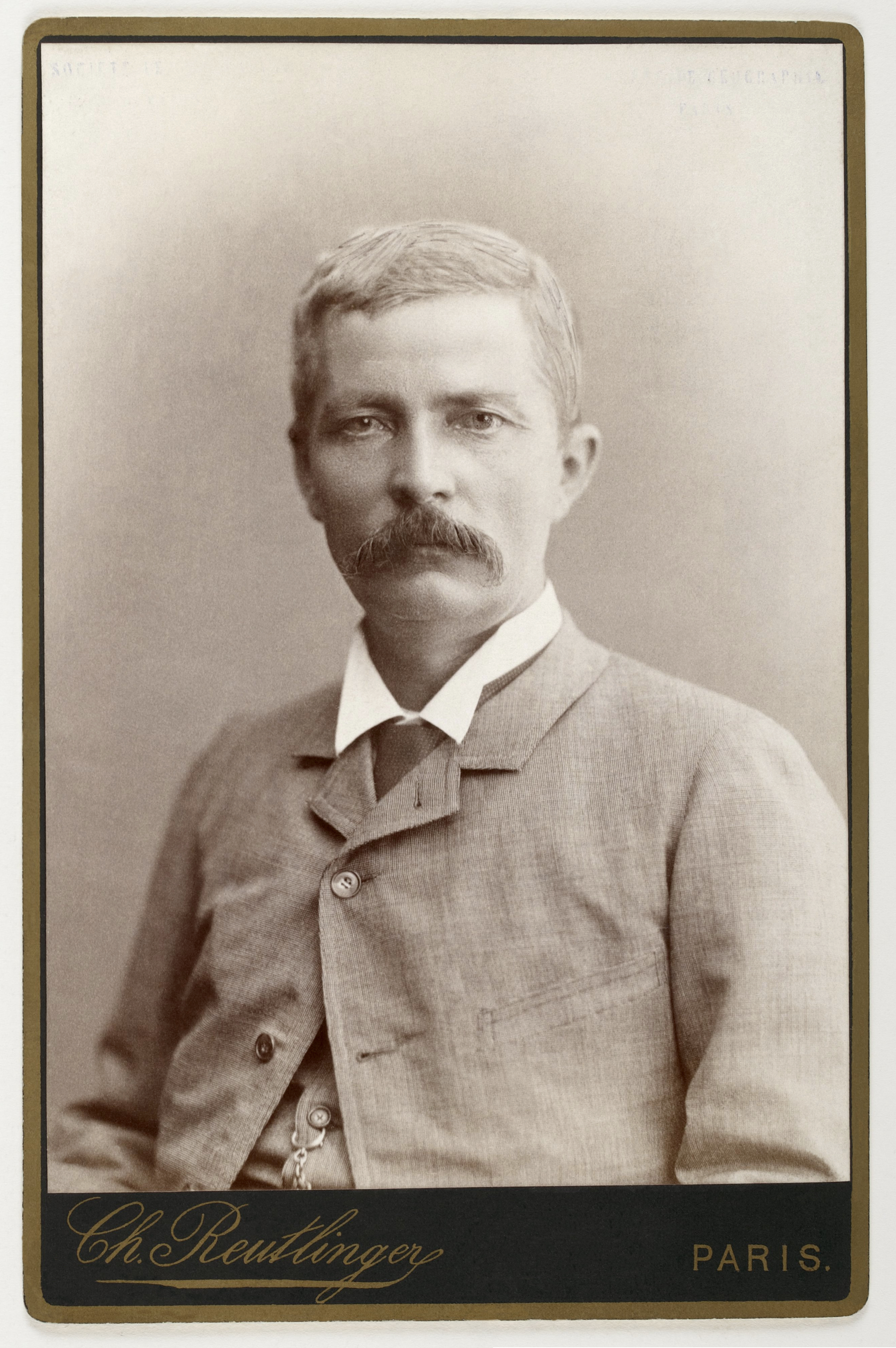
Henry Morton Stanley.

De expedities voorafgaand aan de oprichting van de Onafhankelijke Congostaat waren een reeks expedities in opdracht van Leopold II van België met als doel de verkenning van het stroomgebied van de Congo. Deze expedities zouden leiden tot de oprichting en de internationale erkenning van de Onafhankelijke Congostaat tijdens de Koloniale Conferentie van Berlijn in 1885.
Wanneer Henry Morton Stanley na een eerdere expeditie terugkeert naar Europa in januari 1878, wordt hij in Marseille verwelkomd door twee vertegenwoordigers van koning Leopold II van België, baron Greindl en generaal Sanford. Ze stellen Stanley de Congolese kolonisatieplannen van Leopold voor en proberen hem te overtuigen om voor rekening van de vorst aan de slag te gaan.
Na enig aarzelen gaat Stanley in op het koninklijk aanbod. Tussen 1879 en 1884 coördineerde hij de oprichting een reeks handelsposten langs de Congostroom. In 1884 herdoopte hij het dorp Kintambo in Leopoldville (Leopoldstad). Deze stad zou later uitgroeien tot de hoofdstad van Belgisch-Congo. Stanley zou zijn ervaringen in opdracht van Leopold II neerschrijven in zijn werk The Congo and the founding of his free state.

## De Geografische Conferentie van Brussel
Op 12 september 1876 organiseerde Leopold II op het Koninklijk Paleis van Brussel een conferentie van aardrijkskundigen en ontdekkingsreizigers met als doel de afschaffing van de slavenhandel in Congo, de wetenschappelijke ontdekking van het gebied en het bijbrengen van de "beschaving" . In zijn toespraak voor de genodigden sprak Leopold II over "niets anders dan de slavernij." Na deze conferentie werd in november 1876 de Association internationale africaine opgericht, een ogenschijnlijke filantropische organisatie onder voorzitterschap van koning Leopold II, "malgré l'absence de mandats publics décernés à ses membres", zoals diplomaat Emile Banning het in 1882 zou omschrijven. Officieel had de Association vreedzame en humanitaire doeleinden, met het oog op het leveren van een bijdrage aan de vrede in Afrika en de bevrijding van de inheemse bevolking van de mensenhandel. De Association zou dit doel pogen te verwezenlijken door het oprichten van wetenschappelijke posten en handelsposten in Congo.
Achter het filantropisch en abolitionistisch karakter van de Association ging er evenwel een ander doel op lange termijn schuil, namelijk het verwerven van een kolonie door België. In 1878 schreef baron Leonard Greindl bijvoorbeeld in een vertrouwelijke brief aan de koning: "Met de tijd zal deze onderneming, door de samenloop van de omstandigheden, Belgisch worden, zowel formeel als feitelijk. Het is wenselijk dat deze onderneming vooral in het begin zal ressorteren onder de internationale vlag. De koloniale gedachte roept nog steeds verschrikkingen op in België, waar de herinnering aan onze ongelukkige ervaringen niet verdwenen is. In de pre-conferentie van 1876 bleek er een sterke weerstand te bestaan voor een individuele actie. Een louter Belgische poging zou botsen op weerstand terwijl ze meer kans op slagen zou hebben en dat ze goed zou worden onthaald in de publieke opinie als ze onder internationale vlag zou staan".

## Association internationale du Congo (1878)

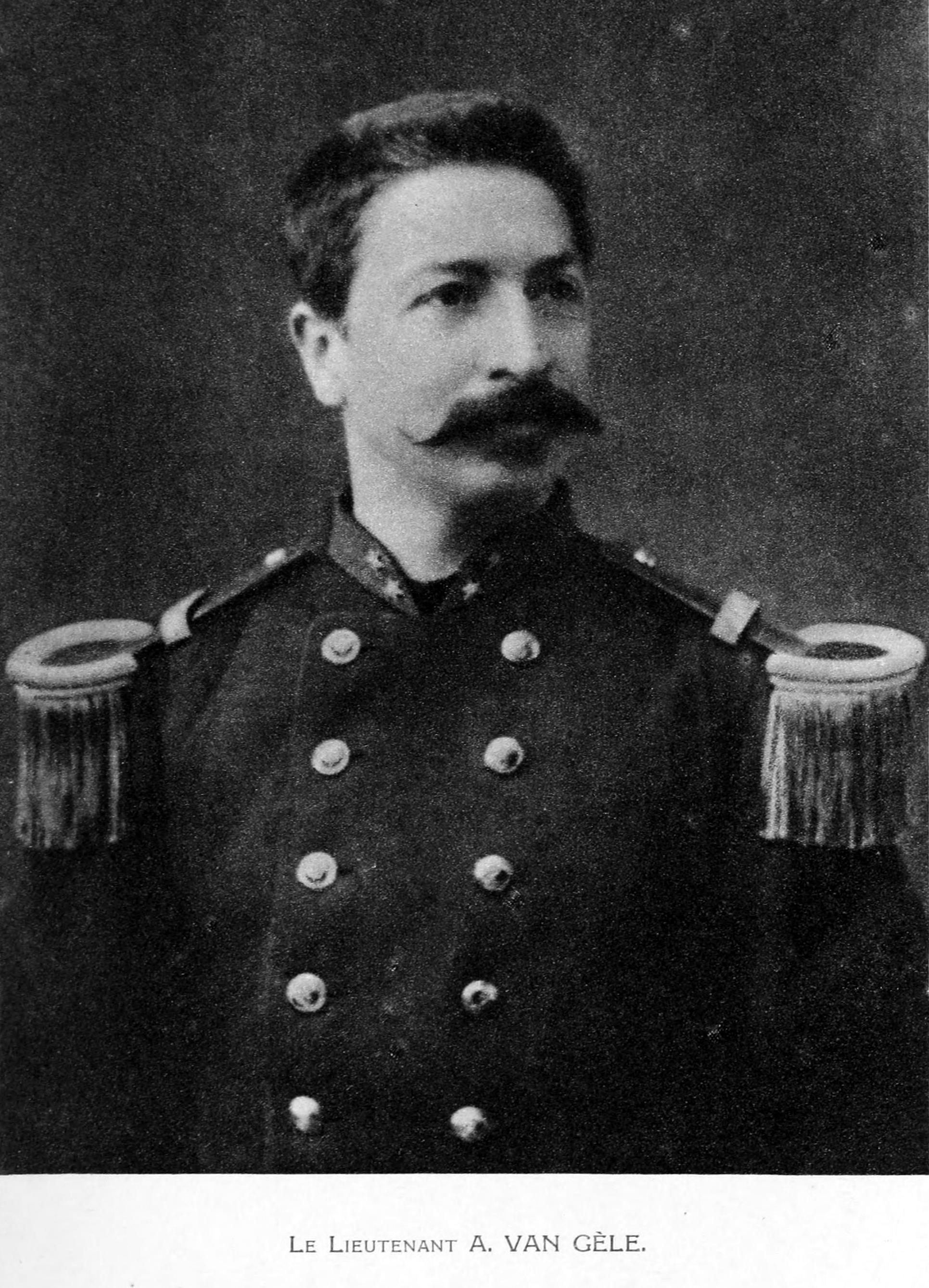
Alphonse Van Gele.

Camille Janssen.

Volgens historicus Jean Stengers, "is de Association internationale du Congo puur fictief: het is alleen een naam, waarachter enkel Leopold II schuilgaat".
Stanley verliet Europa in februari 1879 aan boord van de Albion en kwam op het eiland Zanzibar om zijn manschappen en materialen samen te stellen, zoals hij reeds deed bij eerdere expedities.
Een eerste expeditie, met dertien officieren (vier Belgische, drie Engelse, drie Amerikanen, twee Denen en een Fransman) verliet Antwerpen in mei 1879 aan boord van de Barga, en bereikte Banana, nabij bij de monding van de rivier de Congo, op 14 augustus van datzelfde jaar. Stanley vervoegde hen in september op de plaats die later Vivi zou worden genoemd, een plek gelegen tegenover het huidige Matadi. Deze expeditie diende steamers (stoomschepen) te vervoeren tot aan de Stanley Pool, ongeveer 300 kilometer stroomopwaarts. Stanley bereikte de Pool in december. Op 24 december ondertekende hij er een vriendschapsverdrag met Ngaliema Insi, van wie hij de machtiging kreeg om een handelspost op te richten in de baai van Ngaliema. Deze eerste zending was essentieel en duurde meer dan twee jaar.
De langzame voortgang van de expeditie werd zodanig nauw gevolgd in Brussel dat andere Europese landen hun expedities ook nauwer gingen opvolgden. Meer in het bijzonder ging het hier om de Franse expedities van Pierre Savorgnan de Brazza in het noorden en de Portugese expeditie van Hermenegildo Capello en Roberto Ivens in het zuiden.
Maar vanaf december 1881, introduceerde Stanley de stoomboot En Avant, snel gevolgd door de Royal en de AIA (Association internationale africaine). Brazza beperkte zich vervolgens tot de noordelijke oever van de Stanley Pool, en Capello en Ivens gingen niet verder van de Kwango.
Vanaf 1880 werd de omgeving van Vivi en Inga verkend door Van de Bogaerde, Gillis, Allart en Alexander von Danckelmann. Charles-Marie Braconnier, Louis Valcke, Camille Janssen, Lievin Van de Velde, Edmond Hanssens, Grant Elliot, Alphonse Van Gele, Camille Coquilhat, Avaert, Haneuse, Mikie en Nilis verkenden het land tussen Vivi en Leopoldstad.
Andere expedities verkenden het oosten en het zuiden van Congo. Joseph Thomson verkende Chambechi en Lukuga in 1880, Friedrich Wilhelm Alexander von Mechow reisde langs de Kwango (midden 1881), Hermann von Wissmann doorkruiste Kasai tot Nyangwe en zette vervolgens koers naar Zanzibar (1881-1882). Victor Giraud onderzocht het Moeromeer, het Bangwelomeer en het Tanganyikameer in 1883. Richard Böhm en Paul Reichard, vertrokken vanuit Zanzibar, ontdekten het Upembameer (1883-1884).
Wilhelm Junker verkende het hele noordoosten van het grondgebied, met inbegrip van de rivieren Uele en Aruwimi (1882-1884).
Vanaf 1883 was Frederic Goudsmid, een vroegere hoge ambtenaar uit Indië, verantwoordelijk voor de coördinatie van het sluiten van verdragen met de inheemse bevolking, op een zodanige wijze dat deze evenwaardig vergelijkbaar waren aan de andere koloniale mogendheden.
Alexandre Delcommune trad in dienst van de Association in 1884 op hetzelfde moment als Fernand Demeuse, Pourtalès en Posse. Guillaume Van Kerkhoven, Liebrechts, Wester, Gleerup, Paul Le Marinel, Massari, Massari en Hakannson vertrokken eveneens naar Congo.
Onder de dreiging van een nieuwe historische aanspraak van Portugal op de monding van de Congostroom, startte men nieuwe expedities op naar de rivier de Niadi Kwilu (gelegen in het huidige Congo-Brazzaville). Vanaf december 1882 kreeg Grant Elliot, begeleid door Lievin Van de Velde, Arthur Hodister, Buofanti, Destrain, Amédée Legat, Dragutin Lerman, Spencer Burns, een mandaat voor het uitrollen van een netwerk van posten op de Congostroom, tussen de Atlantische Oceaan, Vivi en Manyanga.

### Eerste belangrijke handelsposten
Alexandre Delcommune plaatste de handelspost van Boma onder de bescherming van de Association in april 1884. In mei van datzelfde jaar richtte Camille Coquilhat tegelijkertijd de handelspost Bangala op.
Tegen het einde van 1883 vertrok een expeditie uit Europa om het koninkrijk Lunda van Muata-Yamvo te veroveren. Deze expeditie stond onder leiding van Hermann von Wissmann, en werd begeleid door Wolf, Curt von François, Franz Müller en Hans Müller. Ze stichtten Luluaburg (het huidige Kananga) in november 1884.